# Qaleh-ye Zal
Qaleh-ye Zal är ett distrikt i Afghanistan. Det ligger i provinsen Kunduz, i den norra delen av landet, 270 kilometer norr om huvudstaden Kabul.
Distriktet beräknades år 2022 ha cirka 83 000 invånare.